# Kirk Douglas
Kirk Douglas (Amsterdam, New York, 9. prosinca 1916. – Beverly Hills, Kalifornija, SAD, 5. veljače 2020.) je bio legendarni američki glumac, scenarist, i producent. 
Rodio se u obitelji siromašnih ruskih Židova koji su u SAD uselili iz Gomelja, iz današnje Bjelorusije. Otac je glumca Michaela Douglasa. Po vjeri je bio Židov.
Pravo ime mu je Išur Danielovič Demsky. Na filmu je nastupao čak 57 godina. Iako je potjecao iz siromašne obitelji, završio je fakultet, a bio je aktivan u hrvačkom timu.
Da bi lakše završio studij, razmišljao je koji posao raditi, a gluma mu se učinila najboljom. Stipendija bi mu puno pomogla, pa se prijavio u dramsku školu, gdje je izučio zanat, a tečaj glume pohađale su i Diana Dill, kasnije njegova supruga, te Betty Joan Perske (kasnije poznata kao Lauren Bacall).
Baš Lauren mu je pomogla da počne karijeru na filmu jer je preživljavao kao zamjena drugih glumaca ili je nastupao u dramama koje su se izvodile van Broadwaya.
Redatelj koji je tražio nove talente, zaposlio ga je kad ga je Lauren preporučila.
Imao je markantan fizički izgled, ali morao je imati prepoznatljivo ime, pa je postao Kirk Douglas.
Služio je u Drugom svjetskom ratu od ulaska SAD-a 1941. do kraja rata 1945. Kad se Diana Dill pojavila na naslovnici časopisa Life, svojim kolegama u Mornarici je rekao da će je i oženiti. Brak je trajao osam godina te je Kirk u njemu dobio sinove Michaela, glumca i Joela, scenarista. 
Kasnije je upoznao Anne Buydens, s kojom je dobio još dva sina, te je u braku s njom bio sve do svoje smrti 2020. godine.
Sin Eric podlegao je drogama, te mu je obitelj pomogla da prebrodi tu tragediju.
Jednom je sam izjavio da je cijeli život glumio "kurvine sinove". Jedan od slavnih glumačkih partnera bio mu je i Burt Lancaster.
On i Stanley Kubrick su se bili žestoko posvađali tijekom 1950-ih.
Oscara kao glumac nikad nije dobio, iako je bio nominiran čak tri puta. Tek s 80 godina dobio je počasnog Oscara za doprinos filmskoj umjetnosti kao moralna snaga.
Ženio se dva puta, ima četvero djece. Godine 1981. godine dodijeljeno mu je Predsjedničko odličje slobode, a 1985. i francuska medalja Legija časti. Ima svoju zvijezdu na Šetalištu slavnih.
Ostvario je niz zapaženih uloga od kojih je jedna od najboljih u povijesti filma ona kad glumi revolveraša s Divljeg zapada koji se zove Doc Holliday, a tu su i Vincent van Gogh, Spartak i pukovnik Dax.
Snimio je niz filmova s poznatim glumačkim partnerima. Godine 1996. doživio je moždani udar, koji je opisao u svojoj knjizi "Udar sreće". Napisao je 10 knjiga autobiografskih zapisa. Taj udar je opisao kao "najgori pakao koji čovjek može proživiti".
Preminuo je 5. veljače 2020. godine, u 104. godini života.